# Psychrolutes marcidus
Psychrolutes marcidus, também conhecido como peixe-bolha ou peixe-gota é uma espécie de peixe que habita as águas profundas das costas da Austrália e Tasmânia, raramente sendo visto por seres humanos.
O P. marcidus tem a capacidade de suportar a pressão alta destas profundezas pelo seu corpo ser uma massa gelatinosa que tem uma densidade pouco menor que a água. Isto dá a capacidade de flutuar sem usar muita energia. Esta relativa falta de músculos não é uma desvantagem pois ingere matéria comestível que flutua à sua frente. Sua alimentação inclui invertebrados como siris e Pennatulacea.
Duas  características marcantes do Psychrolutes marcidus é que se senta sobre os seus ovos até ao momento da eclosão. Além disso, o peixe possui feições que lhe dão um ar de triste e carrancudo.
O P. marcidus atualmente enfrenta o risco de extinção devido à pesca predatória de outras espécies.
O peixe-gota foi eleito, numa iniciativa da Ugly Animals Preservation Society em 2013, como o "peixe mais feio do mundo". Esta iniciativa teve o intuito atribuído de chamar a atenção para espécies ameaçadas.